# Oyster Bay (poble)
|  | Aquest és un poble de l'estat de Nova York, pel llogaret no incorporat englobat dins d'aquest poble vegeu Oyster Bay (llogaret), per la desambiguació per altres llocs vegeu Oyster Bay. |

El Poble d'Oyster Bay és el més oriental dels tres pobles al Comtat Nassau, New York, als Estats Units. Part de l'àrea metropolitana de Nova York, és l'únic poble al Comtat de Nassau que s'estén de la Ribera Nord fins a la Ribera Sud de Long Island. En el cens del 2010, la població del poble era de 293.214 habitants.